# Mi vida (álbum de José José)
Mi vida es el título del 18.º álbum de estudio grabado por el artista mexicano José José. Fue lanzado al mercado bajo el sello discográfico Ariola a finales de 1982.
Con este disco continúa posicionándose como uno de los grandes vendedores de discos de esta época, vendiendo más de 3 millones y medio de copias, obteniendo seis discos de oro y uno de platino.
Regresa a ser su productor musical en colaboración con Rafael Pérez Botija.
Destacan como sencillos los temas: "Mi vida", "Desesperado", "Siempre te vas", "Y para qué", "Nunca sabrán", entre otros.

## Lista de canciones[3]
| Mi vida |                           |                             |          |  |
| N.º     | Título                    | Escritor(es)                | Duración |  |
| 1.      | «Mi vida»                 | Rafael Pérez Botija         | 4:11     |  |
| 2.      | «Aquí estoy yo»           | Memo Ruiz                   | 3:51     |  |
| 3.      | «Contigo no»              | Alejandro Jaén              | 3:45     |  |
| 4.      | «Soy tan infiel»          | Gil Rivera · Jesús López    | 3:25     |  |
| 5.      | «Y para qué»              | José María Napoleón         | 3:09     |  |
| 6.      | «Nunca sabrán»            | José Antonio Farías "Potro" | 3:58     |  |
| 7.      | «Desesperado»             | Rafael Pérez Botija         | 3:38     |  |
| 8.      | «Vale la pena intentarlo» | Ma. Esther de Rodríguez     | 3:57     |  |
| 9.      | «Yo no soy digno de ti»   | Rafael Pérez Botija         | 3:40     |  |
| 10.     | «Siempre te vas»          | Juan Carlos Calderón        | 4:34     |  |
| 11.     | «Regresar al ayer»        | José Antonio Farías "Potro" | 3:16     |  |
| 12.     | «No es a mí»              | Gil Rivera                  | 3:53     |  |
| 45:29   |                           |                             |          |  |

## Créditos y personal[3]
- José José - Voz, producción y realización.
- Rafael Pérez Botija - Arreglos y dirección en pista 1, 7, 9; producción y realización.
- Clare Fischer - Arreglos y dirección en pistas 2 y 11.
- Michele Colombier - Arreglos y dirección en pistas 3, 6 y 10.
- Armando Noriega - Arreglos y dirección en pistas 4, 5 y 8.
- Óscar Castro N. - Arreglos y dirección en pista 12.
- Juan Amestoy - Fotografía
- Alberto Reyna - Diseño
- Lisa Marie - Coordinación de grabación